# Fasat-Alfa
Il FASat-Alfa è stato il primo satellite artificiale cileno, la cui messa in orbita è stata però fallimentare. Fu lanciato su vettore russo dal Cosmodromo di Pleseck, dopo due tentativi di lancio falliti, assieme al satellite ucraino Sich 1, dal quale non si separò.
Si trattava di un microsatellite di 50 kg ed era frutto della collaborazione nella progettazione tra la Fuerza Aérea de Chile e l'azienda britannica Surrey Satellite Technology Ltd. Come il San Marco 1 31 anni prima, si trattava di un satellite di prova della bravura tecnico-gestionale acquisita dal personale cileno durante la formazione da parte di una nazione (in questo caso un'azienda) più avanzata.
In un primo momento, sembrò che la colpa del mancato disaccopiamento da parte dei satelliti fosse dei Russi, i quali, dopo i due tentativi falliti, avrebbero forse dovuto smontare tutto. Tuttavia, l'azienda britannica ha successivamente indagato e riconosciuto un difetto di progettazione. Si procedette dunque alla costruzione del FASat-Bravo, il quale fu poi lanciato nel 1998.
Avrebbe dovuto essere collocato in un'orbita circolare di 650 km, ovvero un'orbita bassa, e a 82,5° d'inclinazione. Avrebbe dovuto monitorare l'ozonosfera per 8–10 anni.
I pannelli solari, in arseniuro di gallio, producevano nelle condizioni ideali 21 W di potenza.
Lanciato nel 1995, ha reso il Cile la 31ª nazione ad aver lanciato un satellite in orbita e la terza del Sudamerica, dopo Brasile e Argentina.